# Pacambocythere elliptica
Pacambocythere elliptica is een mosselkreeftjessoort uit de familie van de Trachyleberididae. De wetenschappelijke naam van de soort is voor het eerst geldig gepubliceerd in 1981 door Jiang & Wu.